# Škofce
Škofce so naselje v Občini Laško.